# 3706-os mellékút (Magyarország)
A 3706-os számú mellékút egy valamivel több, mint 11,5 kilométeres hosszúságú, négy számjegyű mellékút Borsod-Abaúj-Zemplén vármegye középső részén; Encs városát köti össze északi és déli szomszédaival.

## Nyomvonala
Méra belterületének északnyugati szélétől nem messze, de külterületek közt ágazik ki a 3-as főútból, annak a 225+850-as kilométerszelvénye közelében, kelet felé; ugyanott indul az ellenkező irányban, Szalaszend-Fulókércs felé a 2626-os út. Alig pár méter után, szintben keresztezi a Felsőzsolca–Hidasnémeti-vasútvonal vágányait, majd azok irányát követve délnek fordul, s úgy halad el Méra megállóhely térsége mellett. Mintegy 200 méter után éri el Méra első házait, ott egy szakaszon keletnek fordul, Vasút utca néven, majd a központ északi részén, 1,2 kilométer után visszatér a délebbi irányhoz. Fő utca néven húzódik a belterület déli széléig, amit mintegy 3,5 kilométer után ér el.
Encs határai között folytatódik, dél-délnyugati irányban; a város első házait nagyjából 4,7 kilométer után éri el, s nagyjából ugyanott újra találkozik a vasúttal, amelynek nyomvonala észak felől simul mellé. Mérai út néven halad körülbelül az 5+350-es kilométerszelvényéig, majd keresztezi a 39-es főutat, amely ott 1,3 kilométer megtételén van túl. A folytatásban már Május 1. utca néven húzódik, 5,7 kilométer után elhalad Forró-Encs vasútállomás térsége mellett, majd eltávolodik a vasúttól, 7,2 kilométer után pedig a belterületről is kilép.
Körülbelül 7,6 kilométer megtétele után újból lakott területek közé ér: az egykor önálló, ma Encshez tartozó Fügöd házai között halad el, továbbra is Fő utca néven. 8,7 kilométer után éri el a falu déli szélét, amit elhagyva több éles iránytörése is következik, de két kilométeren belül visszatér a többé-kevésbé délnyugati irányhoz. Közben áthalad Forró délkeleti külterületei között, a 10+850-es kilométerszelvénye táján pedig átszel egy kisebb patakot, ami után már Hernádszentandrás külterületei között halad. Ott is ér véget, beletorkollva a 3704-es útba, annak a 3+550-es kilométerszelvénye közelében.
Teljes hossza, az országos közutak térképes nyilvántartását szolgáló kira.kozut.hu adatbázisa szerint 21,913 kilométer.

## Települések az út mentén
- Méra
- Encs
- Fügöd (Encs része)
- (Forró)
- (Hernádszentandrás)